# نشاط حيوي
النشاط الحيوي أو النشاط البيولوجي أو النشاط الدوائي هو وصف لتأثير نافع أو أثر ضائر لدواء أو عقار على كائن حي. عندما يتناول الشخص دواء يحتوي على خليط من المركبات الكيميائية، فإن الفعالية تأتي من مكون فعال أو حامل الخاصة الدوائية لكن يمكن تغييرها بمكونات أخرى. توجد مواد كيميائية كثيرة ذات خواص مختلفة ولديها نشاط حيوي أو دوائي ولها دور مهم وتستعمل استعمالات طبية. كما أن هنالك مواد كيميائية أخرى تمتلك نفس الخواص، لكن تأثيراتها الضائرة أو تأثيراتها السمية تمنع استعمالها في الطب.
من الناحية العامة، فإن النشاط الحيوي يعتمد على الجرعة، وهذا يعني أن التأثير يتراوح من التأثير المفيد إلى الضرر اعتمادا على الجرعة من الجرعة الأدنى إلى الأعلى، وهذا ما يمكن التعبير عنه في علم الأدوية بمعطيات إيه دي إم إي. لا يكفي للدواء أن يكون له تأثيرا حيويا على هدف معين، بل يجب أن تكون له خواص إيه دي إم إي (وهي امتصاص وتوزيع واستقلاب وإخراج).